# Монтекатини-Валь-ди-Чечина
Монтекатини-Валь-ди-Чечина (итал. Montecatini Val di Cecina) — коммуна в Италии, располагается в области Тоскана, в провинции Пиза.
Население составляет 1908 человек (2008 г.), плотность населения составляет 12 чел./км². Занимает площадь 155 км². Почтовый индекс — 56040. Телефонный код — 0588.
Покровителем коммуны почитается священномученик Власий Севастийский, день памяти отмечается 3 февраля.
До 1963 года в Монтекатини-Валь-ди-Чечина разрабатывался один из крупнейших медных рудников Европы.

## Демография
Динамика населения:

## Администрация коммуны
- Официальный сайт: http://www.comune.montecatini.pi.it/